# Le meteore
Le meteore (Les Météores), pubblicato nel 1975, è il terzo romanzo scritto da Michel Tournier. Pubblicato per la prima volta in Italia nello stesso anno dalla casa editrice Mondadori.

## Trama
Jean e Paul sono due gemelli, fin dalla nascita legati in modo indissolubile al punto da esser chiamati Jean-Paul ed esser trattati come una sola persona.
Mentre Paul vive in modo positivo questo legame, Jean lo subisce e nel tentativo di liberarsene cerca di sposarsi. Paul dal canto suo si impegna affinché il progetto di Jean fallisca e quando questo partirà in viaggio di nozze per Venezia, si mette al suo inseguimento. Paul non sa che questo sarà l'inizio di un lungo viaggio iniziatico attorno al mondo.

## Temi
Il tema principale è quello della coppia umana. Raccontato attraverso svariate avventure e incontri con numerosi personaggi, uno tra tutti lo scandaloso zio Alexandre, soprannominato il dandy delle discariche.